# 歐伊倫堡出版社
恩斯特·歐伊倫堡出版社（Edition Ernst Eulenburg）是一間位於德國萊比錫的樂譜出版公司，創建於1874年。

## 沿革
起先，歐伊倫堡出版社僅出版無版權的作品，這些出版品以鋼琴教材為主，後來延伸至輕音樂、男聲合唱等。1891年，歐伊倫堡收購了佩恩（Payne）公司，將該公司的閱讀用總譜業務（主要是室內樂作品）納入旗下，並逐漸發展成為著名的「歐伊倫堡小總譜」（Edition Eulenburg）系列。
1905年，恩斯特之子庫爾特（Kurt Eulenburg）加入公司運作。1926年，創辦人恩斯特逝世，此後由庫爾特主導公司營運，邀集著名音樂學者如阿爾弗雷德·愛因斯坦、弗里德里希·布盧姆等人，對既有作品進行編纂，提升了自家樂譜的質量與可信度。此外，公司也再一次拓展了出版項目，包括現代作曲家保羅·葛雷納、電影配樂家罗饶·米克罗斯等人的作品。二戰開始之前，庫爾特·歐伊倫堡與他的家人被納粹當局驅逐，他們最後在蘇黎世安頓下來。透過與倫敦方面代理人的協商，設立了分社「恩斯特·歐伊倫堡有限公司」（英語：Ernst Eulenburg Ltd.）。至於原先在萊比錫的公司，則被納粹徵用，更名為「霍斯特·桑德爾兩合公司」（德語：Horst Sander KG）。
戰後，歐伊倫堡一家移居倫敦，並接手了倫敦分社的運作。1957年，歐伊倫堡出版社被碩特公司（Schott & Co.）併購，後者繼續以「歐伊倫堡小總譜」之名發行樂譜。迄今，該系列名下有超過一千兩百部作品，以其小巧的譜本尺寸、黃色的外表廣為愛樂大眾所知。

## 出版品

### 小提琴協奏曲與音樂會作品
原題為《新舊大師的小提琴協奏曲與音樂會作品》（Violin-Concerte und Concertstücke alter und neuer Meister），蒐陳逾卅首小提琴與樂團具代表性之創作，漢斯·希特編集。

## 外部連結
- 歐伊倫堡出版社的免费乐谱，由国际乐谱典藏计划提供 （另參歐伊倫堡小總譜 （页面存档备份，存于）獨立頁面）